# Calaverita

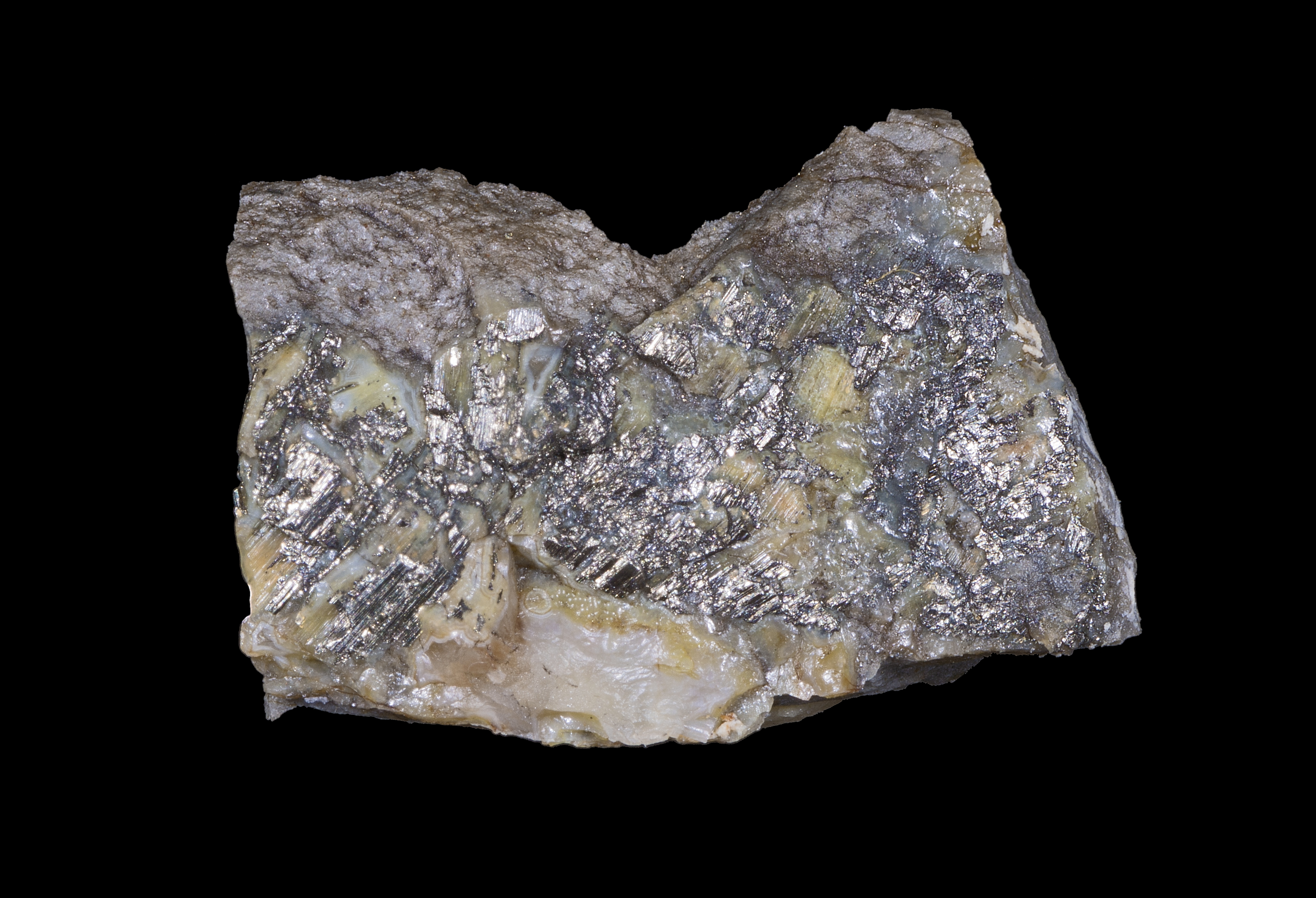
Calaverita

Calaverita ou Telureto de ouro  é um  mineral metálico  incomum de Telureto de ouro. Sua composição química apresenta formula AuTe2, de massa molecular 452,2 u , contendo 56,44% de telúrio e 43,56% de ouro. Apresenta  estrutura cristalina monoclínica, opaca, sem clivagem, fratura concoidal, com dureza entre 2,5 e 3,0. É um dos poucos compostos de onde o ouro e o telúrio podem ser obtidos. 
Foi descoberto primeiramente no condado de Calaveras, no estado norte-americano da Califórnia em 1861, daí a origem do seu nome.  Sua cor pode variar de um branco prateado até um  amarelo cor de latão.  O principal minério associado é a silvanita.
As principais reservas deste mineral são encontrado nos Estados Unidos ( Colorado e Califórnia ), Romênia (  Nagyag ), Canadá (  Ontário e Quebeque ) e na Austrália ( Kalgoorlie ).